# Bristol Titan
Il Bristol Titan fu un motore aeronautico radiale a 5 cilindri raffreddato ad aria e sviluppato dall'azienda britannica Bristol Engine Company nei tardi anni venti del XX secolo.
Progettato da Roy Fedden per dotare l'azienda di un propulsore adatto a equipaggiare velivoli di bassa potenza, ebbe un impiego essenzialmente limitato agli addestratori Avro 504, nella sua variante N, e Bristol Primary Trainer.

## Storia del progetto
Dopo il termine della prima guerra mondiale i motori rotativi (a pistoni radiali), caratterizzati dal blocco motore rotante e che presentavano indubbi vantaggi nella semplicità di costruzione, persero progressivamente la predominanza sui motori a cilindri radiali fissi (blocco motore fisso) i quali, grazie allo sviluppo della metallurgia, riuscirono a integrare nella loro realizzazione sempre più parti in leghe di alluminio. Il principale problema dei primi era infatti legato alla grande massa rotante che durante le manovre del velivolo, specie nell'addestramento dei nuovi piloti, ne rendevano difficile il controllo per i notevoli effetti giroscopici, inconveniente che non si presentava invece nell'emergente tipologia di motori.
Nel Regno Unito l'esigenza di fornire al mercato dei velivoli destinati all'addestramento fu soddisfatta inizialmente dall'Armstrong Siddeley che nel 1926 introdusse il Mongoose a 5 cilindri, unità che sviluppava una potenza attorno ai 150 hp e che si rivelò adatta a sostituire i vari propulsori radiali che equipaggiavano i longevi Avro 504, affiancando i Lynx a 7 cilindri che l'azienda aveva già iniziato a fornire all'inizio del decennio.
Per poter contrastare la concorrenza sul mercato interno e proporre modelli di aereo destinati all'addestramento di piloti sia in ambito civile che militare la Bristol Aeroplane Company invitò il proprio ingegnere capo della sua sezione motoristica, Roy Fedden, a sviluppare un propulsore adatto a soddisfare tali esigenze. Fedden utilizzò l'esperienza acquisita nel progetto e nello sviluppo del suo Bristol Jupiter a 9 cilindri riproponendo un disegno di un nuovo 5 cilindri che riprendesse il più possibile parti già utilizzate nel precedente modello, introducendo il concetto del motore modulare. Tale espediente permise di contenere il costo di produzione e di magazzino, riducendo inoltre i tempi necessari per l'avvio alla produzione in serie, riutilizzando per il nuovo modello, commercializzato come Bristol Titan, cilindri, pistoni, bielle, albero motore e altre parti minori dello Jupiter. A differenza del motore da cui derivava, il Titan non utilizzava alcun riduttore di velocità nella trasmissione del moto all'elica e di conseguenza non poteva utilizzare il compressore che era installato sulla versione VII dello Jupiter.
Il modello fu presentato al pubblico in occasione dell'undicesima edizione del salone internazionale dell'aeronautica di Parigi in previsione di suscitare interesse che, attraverso la già in atto collaborazione con la francese Gnome et Rhône, potesse produrre il modello su licenza per il mercato nazionale e internazionale.
Tuttavia già dal 1927 l'azienda francese, che stava tentando di svincolarsi dagli accordi stipulati per la produzione su licenza dello Jupiter (Gnome-Rhône 9A Jupiter), decise di avviare lo sviluppo di motori derivati a 5 cilindri su propria iniziativa. Esaminati i progetti del Titan, che l'azienda aveva cominciato a commercializzare come Gnome-Rhône 5B, il proprio ufficio tecnico estrapolò un nuovo disegno che, riprendendo il concetto della modularità, diede origine a una serie di modelli da 5 a 9 cilindri, i Gnome-Rhône 5K, 7K Titan Major e 9K Mistral. Con l'introduzione della "serie K" l'azienda francese rescisse il contratto con la Bristol, con il 5K che riuscì ad essere prodotto in quantità notevolmente maggiori del suo equivalente britannico.

## Versioni
Titan I
potenza disponibile 205 hp, introdotto nel 1928.
Titan IIF
versione caratterizzata dall'introduzione di attuatori delle valvole modificati.
Titan II (Special)

Titan IV
versione equipaggiata con un riduttore di velocità tra albero motore ed elica con rapporto 0,5:1; potenza disponibile 205 hp, introdotto nel 1928.

## Velivoli utilizzatori
Regno Unito
- Avro 504N
- Bristol Primary Trainer
- Bristol Type 110A

### Riviste
- (EN) The Paris Aero Show 1928, in Flight, 5 July 1928.